# Free (album OSI)
Free – drugi studyjny album amerykańskiej grupy Office of Strategic Influence wydany 31 marca 2006. 

## Lista utworów
1. "Sure You Will" – 3:46
2. "Free" – 3:22
3. "Go" – 4:16
4. "All Gone Now" – 5:15
5. "Home Was Good" – 5:03
6. "Bigger Wave" – 4:32
7. "Kicking" – 3:53
8. "Better" – 4:06
9. "Simple Life" – 4:00
10. "Once" – 6:38
11. "Our Town" – 3:20

Edycja specjalna
12. "Osidea 9" – 3:33
13. "Set It On Fire" – 3:42
14. "Communicant" – 3:47
15. "When You're Ready (Demo)" – 3:09
16. "Remain Calm" – 4:08
17. "Old War" – 1:06

## Twórcy
- Jim Matheos – gitara, instrumenty klawiszowe, programowanie, produkcja muzyczna
- Kevin Moore – śpiew, instrumenty klawiszowe, programowanie, produkcja muzyczna, słowa
- Mike Portnoy – perkusja
- Joey Vera – gitara basowa w utworach 1, 2, 4, 6, 7
- Mario Thaler – miksowanie
- Phil Magnotti – mastering